# Д’Ормессон, Жан
Жан Брюно Владимир Франсуа де Поль Лефевр д’Ормессон (фр. Jean Bruno Wladimir François de Paule Lefèvre d'Ormesson, также известен как Жан д’О (фр. Jean d'O); 16 июня 1925 — 5 декабря 2017) — французский писатель, философ и дипломат.

## Биография
Родился в VII округе Парижа и рос в Баварии. Его отцом был Андре Лефевр, маркиз д’Ормессон, французский посол в Бразилии, а дядей — Владимир д’Ормессон (1888—1973), посол в Ватикане.
Был Генеральным секретарём Международного совета по философии и гуманитарным наукам ЮНЕСКО и директором газеты Le Figaro с 1974 до 1979 года.
Его романы являются полностью или частично автобиографическими. В романе «Услады Божьей ради» он с мягкой иронией рассказывает историю своей знаменитой аристократической семьи, её многовековых традиций, представлений о чести и любви, столкновений с новой реальностью.
18 октября 1973 году избран членом Французской академии. По смерти Клода Леви-Стросса 30 октября 2009 года стал дуайеном (старейшиной) академии.
В 2012 году сыграл президента Франсуа Миттерана в фильме «Повар для президента». В январе 2016 года принял участие в музыкальном проекте Les Enfoirés и записи коллективного видеоклипа Liberté (антифашистская песня на стихи Поля Элюара).